# Европейская федерация производителей подъёмно-транспортной и складской техники
Европейская федерация производителей подъёмно-транспортной и складской техники (ФЕМ, фр. Fédération Européenne de la Manutention, FEM) — ассоциация, представляющая европейских производителей оборудования для обработки, подъема и хранения материалов.

## История
Ассоциация возникла под патронажем Организации европейского экономического сотрудничества (OEEC), на основе встречи исследовательской группы (18 промышленных организаций) из 11 Западноевропейских стран, в 1951 году, США.

### 1953—1977
FEM был основан в 1953 году в Париже с 6 членов — Австрия, Бельгия, Федеративная Республика Германия, Франция,
Великобритания и Италия. В 1954 году Финляндия, Швеция и Испания присоединились, затем последовали другие национальные ассоциации.
Из-за широкого спектра продуктов, используемых в отрасли обработки материалов, работа была изначально разделена на 8
разделов. В 1970 году создан новый раздел посвященный методам хранения и стеллажному оборудованию.

### 1977—2001
Генеральный секретариат был учрежден в 1977 году в Цюрихе, и переехал в Брюссель в 2001 году.

## Структура
В состав FEM входят 7 продакт-групп (в зависимости от специфики оборудования):
1. Машины непрерывного транспорта
2. Краны различного типа
3. Внутрискладское подъемно-перегрузочное оборудование
4. Промышленные средства напольного транспорта
5. Стеллажное оборудование
6. Интралогистические системы (автоматизация, IT, интеграционные модули)
7. Мобильные подъемные платформы (ножничные подъемники)
Каждая из продакт-групп занимается развитием стандартизации в своей сфере. 

## Технический комитет (стеллажное оборудование)
- Председатель — CJ Tilburgs Nedcon, Нидерланды.
- Участники:

	Constructor Group, Швеция
		S Calzolari		Acai / Sezione Scaffalture Industriali, Италия
		K G Carlsson	Dexion-Constructor Group, Швеция
		J S Cowen		Sema / Link 51 / Cowen Assiciates, Великобритания
		R Deakin		Link 51 (Storage Ptoducts) Ltd, Великобритания
		R Dunning		Sema, Великобритания
		J M Duratin	Eurostock, Франция
		J Hepp		Polypal, Бельгия
		C Hinton		Dexion-Constructor Group, Великобритания
		D Jehin		Polypal, Бельгия
		P Lehr		Feralco, Франция
		J R Palacio	Permar Polypal, Испания
		R Rossbach	Galler Stahblau GMBH, Германия
		G Rougeot		Esmena SA, Испания
		A Worrell		Sema / Apex / Schaefer, Великобритания
- Специалисты:

Проф. J J M Davies	University of Manchester, Великобритания
		Док M H R Godley	Oxford Drookers Ubiversity, Великобритания
		Док R Moll	Buro Moll, Германия

## Миссия
Основная миссия организации представлять технические, политические, экономические интересы одного из крупнейших промышленных секторов в Европейской машиностроительной отрасли.

## Цель
- Поощрение технического прогресса, охраны труда обеспечение устойчивого развития и повышения энергоэффективности в сфере материальной обработки.
- активная разработка технических стандартов на международном и европейском уровнях.
- обеспечение выполнения указаний по европейским законодательством, применимым к отрасли.
- защита интересов отрасли, в частности, конкурентоспособности и инновациям.
- общаться с европейскими учреждениями и заинтересованными сторонами, и консультирование их по вопросам обработки материалов.
- поощрения и развития сотрудничества между производителями материалов, погрузочно-разгрузочное оборудование в Европе и

во всем мире.
Активное участие в FEM предлагает большие преимущества для компаний, которые могут обсудить с экспертами из других стран, создавать
ценные личные отношения, определить взаимные интересы и стимулирования творческой деятельности. Новые тенденции могут быть выявлены на ранней стадии и приняты во внимание при Р И D. Наконец, важно иметь знание своих конкурентов, чтобы правильно оценить свои собственную эффективность и, возможно, найти новые формы сотрудничества.

## FEM в России
В FEM в основном состоят национальные комитеты стран Евросоюза (VDMA, AGORIA, CISMA, BMHF, AISEM и др.). Национальный комитет FEM в России - Национальное объединение производителей и поставщиков складского оборудования (www.nrsea.ru). Объединение занимается в основном стандартизацией в сфере стеллажного оборудования. 